# Gösta Pettersson (biokemist)
Gösta Pettersson, född 1937 i Varberg, är professor emeritus i biokemi vid Lunds Universitet. 

## Biografi
Pettersson disputerade 1966 på en avhandling om naturprodukter. Han utvecklade metoder för enzymkinetik baserade på matematisk modellering och statistisk analys, och studerade speciellt enzymet alkoholdehydrogenas. Han gjorde viktiga bidrag inom området reglerteori för biokemiska reaktionsnätverk, en föregångare till systembiologi. Han har publicerat många artiklar inom området och har publicerat en lärobok i enzymkinetik.
Pettersson har efter pensioneringen engagerat sig i frågan om global uppvärmning och har nät-publicerat en bok där växthuseffekten och huruvida den har orsakats av människan diskuteras.
Pettersson är en av de svenska undertecknarna av ett upprop publicerat 2019 från Climate Intelligence (CLINTEL) med rubriken "Det finns ingen klimatkris", och som starkt motsätter sig "den skadliga och orealistiska CO2-nollpolitiken som föreslagits för 2050".